# UEFA Nations League 2020/21/Liga B
Die Liga B der UEFA Nations League 2020/21 war die zweite Austragung der zweithöchsten Division innerhalb dieses Wettbewerbs. Sie begann am 3. September 2020 mit den Spielen der Gruppen 3 und 4 und endete am 18. November 2020.
In der Liga B traten 16 Mannschaften in vier Vierergruppen an. Die Gruppensieger (Österreich, Tschechien, Ungarn und Wales) stiegen in die Liga A auf, die Gruppenletzten (Nordirland, Slowakei, Türkei und Bulgarien) stiegen in die Liga C ab.

## Gruppe 1
| Pl. | Land       | Sp. | S | U | N | Tore    | Diff. | Punkte |
| --- | ---------- | --- | - | - | - | ------- | ----- | ------ |
| 1.  | Österreich | 6   | 4 | 1 | 1 | 009:600 | +3    | 13     |
| 2.  | Norwegen   | 6   | 3 | 1 | 2 | 012:700 | +5    | 10     |
| 3.  | Rumänien   | 6   | 2 | 2 | 2 | 008:900 | −1    | 08     |
| 4.  | Nordirland | 6   | 0 | 2 | 4 | 004:110 | −7    | 02     |

### Norwegen – Österreich 1:2 (0:1)
| Norwegen                                                  | Norwegen | Österreich | Österreich |
| --------------------------------------------------------- | --- | --- | ---------- |
| Norwegen                                                  | \| 1. Spieltag \| \| 4. September 2020 um 20:45 Uhr in Oslo (Ullevaal-Stadion) \| \| Schiedsrichter: Mattias Gestranius ( Finnland) \| | \| 1. Spieltag \| \| 4. September 2020 um 20:45 Uhr in Oslo (Ullevaal-Stadion) \| \| Schiedsrichter: Mattias Gestranius ( Finnland) \| | Österreich |
| Norwegen                                                  | Rune Jarstein – Omar Elabdellaoui, Tore Reginiussen, Kristoffer Ajer, Haitam Aleesami – Stefan Johansen (68. Markus Henriksen), Sander Berge, Mathias Normann, Morten Thorsby (60. Martin Linnes) – Joshua King (64. Alexander Sørloth), Erling Haaland Cheftrainer: Lars Lagerbäck ( Schweden) | Alexander Schlager – Stefan Lainer, Stefan Posch, Martin Hinteregger (40. Aleksandar Dragović), Andreas Ulmer – Karim Onisiwo (86. Julian Baumgartlinger), Stefan Ilsanker, Xaver Schlager, Christoph Baumgartner – Marcel Sabitzer, Michael Gregoritsch (79. Adrian Grbić) Cheftrainer: Franco Foda ( Deutschland) | Österreich |
| Norwegen                                                  | 1:2 Haaland (66.) | 0:1 Gregoritsch (35.) 0:2 Sabitzer (54., Handelfmeter) | Österreich |
| Norwegen                                                  | Normann (51.), Linnes (76.), Sørloth (78.), Haaland (86.) | Lainer (67.), Dragović (87.) | Österreich |
| 1. Spieltag                                               | | |            |
| 4. September 2020 um 20:45 Uhr in Oslo (Ullevaal-Stadion) | | |            |
| Schiedsrichter: Mattias Gestranius ( Finnland)            | | |            |

### Rumänien – Nordirland 1:1 (1:0)
| Rumänien                                                                      | Rumänien | Nordirland | Nordirland |
| ----------------------------------------------------------------------------- | --- | --- | ---------- |
| Rumänien                                                                      | \| 1. Spieltag \| \| 4. September 2020 um 21:45 Uhr (20:45 Uhr MESZ) in Bukarest (Arena Națională) \| \| Schiedsrichter: François Letexier ( Frankreich) \| | \| 1. Spieltag \| \| 4. September 2020 um 21:45 Uhr (20:45 Uhr MESZ) in Bukarest (Arena Națională) \| \| Schiedsrichter: François Letexier ( Frankreich) \| | Nordirland |
| Rumänien                                                                      | Ciprian Tătărușanu – Sergiu Hanca (86. Ionuț Nedelcearu), Vlad Chiricheș , Alin Toșca, Nicușor Bancu – Nicolae Stanciu, Alexandru Cicâldău (73. Dan Nistor), Alexandru Maxim – George Pușcaș, Ianis Hagi (55. Alexandru Crețu), Denis Alibec Cheftrainer: Mirel Rădoi | Bailey Peacock-Farrell – Paddy McNair, Craig Cathcart, Daniel Ballard (90.+1' Michael Smith) – Stuart Dallas, Steven Davis , Corry Evans (76. Kyle Lafferty), Jamal Lewis – Josh Magennis, Conor Washington (65. Gavin Whyte), George Saville Cheftrainer: Ian Baraclough ( England) | Nordirland |
| Rumänien                                                                      | 1:0 Pușcaș (26.) | 1:1 Whyte (87.) | Nordirland |
| Rumänien                                                                      | Hagi (42.), Nistor (78.) | Evans (33.) | Nordirland |
| Rumänien                                                                      | Magennis (39.) | | Nordirland |
| 1. Spieltag                                                                   | | |            |
| 4. September 2020 um 21:45 Uhr (20:45 Uhr MESZ) in Bukarest (Arena Națională) | | |            |
| Schiedsrichter: François Letexier ( Frankreich)                               | | |            |

### Österreich – Rumänien 2:3 (1:1)
| Österreich                                                        | Österreich | Rumänien | Rumänien |
| ----------------------------------------------------------------- | --- | --- | -------- |
| Österreich                                                        | \| 2. Spieltag \| \| 7. September 2020 um 20:45 Uhr in Klagenfurt (Wörthersee Stadion) \| \| Schiedsrichter: Glenn Nyberg ( Schweden) \| | \| 2. Spieltag \| \| 7. September 2020 um 20:45 Uhr in Klagenfurt (Wörthersee Stadion) \| \| Schiedsrichter: Glenn Nyberg ( Schweden) \| | Rumänien |
| Österreich                                                        | Alexander Schlager – Stefan Lainer, Stefan Posch, Martin Hinteregger, Andreas Ulmer – Florian Grillitsch (81. Christoph Monschein), Julian Baumgartlinger (59. Karim Onisiwo) – Marcel Sabitzer, Xaver Schlager, Christoph Baumgartner – Michael Gregoritsch (73. Adrian Grbić) Cheftrainer: Franco Foda ( Deutschland) | Ciprian Tătărușanu – Andrei Burcă, Vlad Chiricheș (74. Ionuț Nedelcearu), Dragoș Grigore, Nicușor Bancu – Alexandru Maxim, Alexandru Crețu, Nicolae Stanciu – Ciprian Deac (40. Gabriel Iancu), Denis Alibec (68. George Pușcaș), Florinel Coman Cheftrainer: Mirel Rădoi | Rumänien |
| Österreich                                                        | 1:1 Baumgartner (17.) 2:3 Onisiwo (81.) | 0:1 Alibec (3.) 1:2 Grigore (51.) 1:3 Maxim (70.) | Rumänien |
| Österreich                                                        | Grigore (47.), Burcă (74.), Stanciu (87.) | | Rumänien |
| 2. Spieltag                                                       | | |          |
| 7. September 2020 um 20:45 Uhr in Klagenfurt (Wörthersee Stadion) | | |          |
| Schiedsrichter: Glenn Nyberg ( Schweden)                          | | |          |

### Nordirland – Norwegen 1:5 (1:3)
| Nordirland                                                                | Nordirland | Norwegen | Norwegen |
| ------------------------------------------------------------------------- | --- | --- | -------- |
| Nordirland                                                                | \| 2. Spieltag \| \| 7. September 2020 um 19:45 Uhr (20:45 Uhr MESZ) in Belfast (Windsor Park) \| \| Schiedsrichter: Bartosz Frankowski ( Polen) \| | \| 2. Spieltag \| \| 7. September 2020 um 19:45 Uhr (20:45 Uhr MESZ) in Belfast (Windsor Park) \| \| Schiedsrichter: Bartosz Frankowski ( Polen) \| | Norwegen |
| Nordirland                                                                | Bailey Peacock-Farrell – Michael Smith, Craig Cathcart, Daniel Ballard (46. Liam Boyce) – Stuart Dallas, Jordan Thompson, Steven Davis , George Saville (71. Corry Evans), Shane Ferguson – Paddy McNair, Conor Washington (77. Shayne Lavery) Cheftrainer: Ian Baraclough ( England) | Rune Jarstein – Omar Elabdellaoui (80. Jonas Svensson), Kristoffer Ajer, Even Hovland, Haitam Aleesami (77. Birger Meling) – Stefan Johansen (71. Joshua King), Markus Henriksen, Mathias Normann, Mohamed Elyounoussi – Erling Haaland, Alexander Sørloth Cheftrainer: Ola Sand | Norwegen |
| Nordirland                                                                | 1:1 McNair (6.) | 0:1 Elyounoussi (2.) 1:2 Haaland (7.) 1:3 Sørloth (19.) 1:4 Sørloth (47.) 1:5 Haaland (58.) | Norwegen |
| Nordirland                                                                | Ballard (36.), Cathcart (69.) | Meling (90.+3') | Norwegen |
| 2. Spieltag                                                               | | |          |
| 7. September 2020 um 19:45 Uhr (20:45 Uhr MESZ) in Belfast (Windsor Park) | | |          |
| Schiedsrichter: Bartosz Frankowski ( Polen)                               | | |          |

### Norwegen – Rumänien 4:0 (2:0)
| Norwegen                                                 | Norwegen | Rumänien | Rumänien |
| -------------------------------------------------------- | --- | --- | -------- |
| Norwegen                                                 | \| 3. Spieltag \| \| 11. Oktober 2020 um 18:00 Uhr in Oslo (Ullevaal-Stadion) \| \| Schiedsrichter: Ivan Kružliak ( Slowakei) \| | \| 3. Spieltag \| \| 11. Oktober 2020 um 18:00 Uhr in Oslo (Ullevaal-Stadion) \| \| Schiedsrichter: Ivan Kružliak ( Slowakei) \| | Rumänien |
| Norwegen                                                 | Rune Jarstein – Omar Elabdellaoui (79. Jonas Svensson), Stefan Strandberg, Kristoffer Ajer, Birger Meling – Mathias Normann (70. Fredrik Midtsjø), Sander Berge – Martin Ødegaard (70. Martin Linnes), Mohamed Elyounoussi (85. Jens Petter Hauge), Erling Haaland (79. Joshua King) – Alexander Sørloth Cheftrainer: Lars Lagerbäck ( Schweden) | Ciprian Tătărușanu – Cristian Manea, Andrei Burcă, Alin Toșca, Nicușor Bancu – Alexandru Cicâldău (75. Nicolae Stanciu), Alexandru Crețu (75. Alexandru Maxim), Răzvan Marin – Gabriel Iancu (90.+1' Denis Alibec), George Pușcaș (64. Claudiu Keșerü), Ianis Hagi (64. Ionuț Mitriță) Cheftrainer: Mirel Rădoi | Rumänien |
| Norwegen                                                 | 1:0 Haaland (13.) 2:0 Sørloth (39.) 3:0 Haaland (64.) 4:0 Haaland (74.) | | Rumänien |
| Norwegen                                                 | Elabdellaoui (61.) | Bancu (84.) | Rumänien |
| 3. Spieltag                                              | | |          |
| 11. Oktober 2020 um 18:00 Uhr in Oslo (Ullevaal-Stadion) | | |          |
| Schiedsrichter: Ivan Kružliak ( Slowakei)                | | |          |

### Nordirland – Österreich 0:1 (0:1)
| Nordirland                                                               | Nordirland | Österreich | Österreich |
| ------------------------------------------------------------------------ | --- | --- | ---------- |
| Nordirland                                                               | \| 3. Spieltag \| \| 11. Oktober 2020 um 19:45 Uhr (20:45 Uhr MESZ) in Belfast (Windsor Park) \| \| Schiedsrichter: Petr Ardeleanu ( Tschechien) \| | \| 3. Spieltag \| \| 11. Oktober 2020 um 19:45 Uhr (20:45 Uhr MESZ) in Belfast (Windsor Park) \| \| Schiedsrichter: Petr Ardeleanu ( Tschechien) \| | Österreich |
| Nordirland                                                               | Michael McGovern – Stuart Dallas (73. Jordan Thompson), Craig Cathcart, Jonny Evans, Jamal Lewis – Conor McLaughlin, Steven Davis (73. Corry Evans) – Gavin Whyte (83. Liam Boyce), Paddy McNair (83. Josh Magennis), Jordan Jones – Kyle Lafferty (61. Conor Washington) Cheftrainer: Ian Baraclough ( England) | Pavao Pervan – Stefan Lainer, Aleksandar Dragović, Martin Hinteregger, David Alaba – Reinhold Ranftl (73. Christopher Trimmel), Stefan Ilsanker, Julian Baumgartlinger , Christoph Baumgartner – Michael Gregoritsch (80. Adrian Grbić), Xaver Schlager Cheftrainer: Franco Foda ( Deutschland) | Österreich |
| Nordirland                                                               | 0:1 Gregoritsch (42.) | | Österreich |
| Nordirland                                                               | McLaughlin (79.), Thompson (86.) | X. Schlager (90.+2') | Österreich |
| 3. Spieltag                                                              | | |            |
| 11. Oktober 2020 um 19:45 Uhr (20:45 Uhr MESZ) in Belfast (Windsor Park) | | |            |
| Schiedsrichter: Petr Ardeleanu ( Tschechien)                             | | |            |

### Norwegen – Nordirland 1:0 (0:0)
| Norwegen                                                 | Norwegen | Nordirland | Nordirland |
| -------------------------------------------------------- | --- | --- | ---------- |
| Norwegen                                                 | \| 4. Spieltag \| \| 14. Oktober 2020 um 20:45 Uhr in Oslo (Ullevaal-Stadion) \| \| Schiedsrichter: Kristo Tohver ( Estland) \| | \| 4. Spieltag \| \| 14. Oktober 2020 um 20:45 Uhr in Oslo (Ullevaal-Stadion) \| \| Schiedsrichter: Kristo Tohver ( Estland) \| | Nordirland |
| Norwegen                                                 | André Hansen – Omar Elabdellaoui , Stefan Strandberg, Kristoffer Ajer, Birger Meling – Martin Ødegaard (78. Martin Linnes), Sander Berge, Mathias Normann (65. Fredrik Midtsjø), Mohamed Elyounoussi – Joshua King (65. Alexander Sørloth), Erling Haaland (87. Markus Henriksen) Cheftrainer: Lars Lagerbäck ( Schweden) | Trevor Carson – Michael Smith (60. Stuart Dallas), Tom Flanagan, Jonny Evans (46. Conor McLaughlin), Daniel Ballard, Shane Ferguson – Jordan Thompson (85. Steven Davis), Corry Evans, George Saville (60. Paddy McNair) – Conor Washington (75. Gavin Whyte), Josh Magennis Cheftrainer: Ian Baraclough ( England) | Nordirland |
| Norwegen                                                 | 1:0 Dallas (68., Eigentor) | | Nordirland |
| Norwegen                                                 | King (62.), Elyounoussi (75.) | | Nordirland |
| 4. Spieltag                                              | | |            |
| 14. Oktober 2020 um 20:45 Uhr in Oslo (Ullevaal-Stadion) | | |            |
| Schiedsrichter: Kristo Tohver ( Estland)                 | | |            |

### Rumänien – Österreich 0:1 (0:0)
| Rumänien                                                                       | Rumänien | Österreich | Österreich |
| ------------------------------------------------------------------------------ | --- | --- | ---------- |
| Rumänien                                                                       | \| 4. Spieltag \| \| 14. Oktober 2020 um 21:45 Uhr (20:45 Uhr MESZ) in Ploiești (Ilie-Oană-Stadion) \| \| Schiedsrichter: Daniel Stefański ( Polen) \| | \| 4. Spieltag \| \| 14. Oktober 2020 um 21:45 Uhr (20:45 Uhr MESZ) in Ploiești (Ilie-Oană-Stadion) \| \| Schiedsrichter: Daniel Stefański ( Polen) \| | Österreich |
| Rumänien                                                                       | Ciprian Tătărușanu – Mihai Bălașa, Andrei Burcă, Alin Toșca, Nicușor Bancu – Alexandru Maxim (62. Alexandru Cicâldău), Răzvan Marin, Nicolae Stanciu (83. Gabriel Iancu) – Ciprian Deac (83. George Pușcaș), Denis Alibec (62. Claudiu Keșerü), Ionuț Mitriță (76. Ianis Hagi) Cheftrainer: Mirel Rădoi | Pavao Pervan – Stefan Lainer, Aleksandar Dragović, Martin Hinteregger (53. Stefan Posch), David Alaba – Alessandro Schöpf (76. Reinhold Ranftl), Stefan Ilsanker, Julian Baumgartlinger (76. Florian Grillitsch), Christoph Baumgartner – Michael Gregoritsch (90. Saša Kalajdžić), Xaver Schlager Cheftrainer: Franco Foda ( Deutschland) | Österreich |
| Rumänien                                                                       | 0:1 Schöpf (76.) | | Österreich |
| Rumänien                                                                       | Deac (34.), Burcă (56.) | Hinteregger (8.), Baumgartner (60.), Gregoritsch (71.), Alaba (90.+5') | Österreich |
| 4. Spieltag                                                                    | | |            |
| 14. Oktober 2020 um 21:45 Uhr (20:45 Uhr MESZ) in Ploiești (Ilie-Oană-Stadion) | | |            |
| Schiedsrichter: Daniel Stefański ( Polen)                                      | | |            |

### Österreich – Nordirland 2:1 (0:0)
| Österreich                                                    | Österreich | Nordirland | Nordirland |
| ------------------------------------------------------------- | --- | --- | ---------- |
| Österreich                                                    | \| 5. Spieltag \| \| 15. November 2020 um 20:45 Uhr in Wien (Ernst-Happel-Stadion) \| \| Schiedsrichter: Maurizio Mariani ( Italien) \| | \| 5. Spieltag \| \| 15. November 2020 um 20:45 Uhr in Wien (Ernst-Happel-Stadion) \| \| Schiedsrichter: Maurizio Mariani ( Italien) \| | Nordirland |
| Österreich                                                    | Pavao Pervan – Stefan Lainer, Aleksandar Dragović (46. Reinhold Ranftl), Martin Hinteregger, Andreas Ulmer (78. Adrian Grbić) – Xaver Schlager, Stefan Ilsanker, Julian Baumgartlinger (78. Louis Schaub), David Alaba – Marcel Sabitzer, Michael Gregoritsch (63. Marko Arnautović) Cheftrainer: Franco Foda ( Deutschland) | Michael McGovern – Conor McLaughlin, Daniel Ballard (83. Craig Cathcart), Tom Flanagan, Shane Ferguson (36. Jamal Lewis) – Michael Smith, Paddy McNair, Alistair McCann (83. Steven Davis), Stuart Dallas – Liam Boyce (62. Gavin Whyte), Conor Washington (62. Josh Magennis) Cheftrainer: Ian Baraclough ( England) | Nordirland |
| Österreich                                                    | 1:1 Schaub (81.) 2:1 Grbić (87.) | 0:1 Magennis (74.) | Nordirland |
| Österreich                                                    | Dragović (10.), Sabitzer (90.+4') | Boyce (25.), McGovern (80.) | Nordirland |
| 5. Spieltag                                                   | | |            |
| 15. November 2020 um 20:45 Uhr in Wien (Ernst-Happel-Stadion) | | |            |
| Schiedsrichter: Maurizio Mariani ( Italien)                   | | |            |

### Rumänien – Norwegen 3:0 (Wertung)
| Rumänien                                                                     | Rumänien                                                                                             | Norwegen                                                                                             | Norwegen |
| ---------------------------------------------------------------------------- | --- | --- | -------- |
| Rumänien                                                                     | \| 5. Spieltag \| \| 15. November 2020 um 21:45 Uhr (20:45 Uhr MEZ) in Bukarest (Arena Națională) \| | \| 5. Spieltag \| \| 15. November 2020 um 21:45 Uhr (20:45 Uhr MEZ) in Bukarest (Arena Națională) \| | Norwegen |
| 5. Spieltag                                                                  | | |          |
| 15. November 2020 um 21:45 Uhr (20:45 Uhr MEZ) in Bukarest (Arena Națională) | | |          |

Dieses Spiel wurde abgesagt, nachdem der norwegischen Mannschaft die Ausreise aufgrund eines COVID-19-Falles in den eigenen Reihen verweigert worden war. Die UEFA wertete das Spiel mit 3:0 für Rumänien.

### Österreich – Norwegen 1:1 (0:0)
| Österreich                                                    | Österreich | Norwegen | Norwegen |
| ------------------------------------------------------------- | --- | --- | -------- |
| Österreich                                                    | \| 6. Spieltag \| \| 18. November 2020 um 20:45 Uhr in Wien (Ernst-Happel-Stadion) \| \| Schiedsrichter: Benoît Bastien ( Frankreich) \| | \| 6. Spieltag \| \| 18. November 2020 um 20:45 Uhr in Wien (Ernst-Happel-Stadion) \| \| Schiedsrichter: Benoît Bastien ( Frankreich) \| | Norwegen |
| Österreich                                                    | Pavao Pervan – Stefan Lainer, Stefan Ilsanker (81. Gernot Trauner), Martin Hinteregger, Andreas Ulmer – Reinhold Ranftl, Julian Baumgartlinger , Xaver Schlager (64. Adrian Grbić), David Alaba – Marcel Sabitzer, Marko Arnautović Cheftrainer: Franco Foda ( Deutschland) | Per Bråtveit – Julian Ryerson (81. Daniel Granli), Ruben Gabrielsen, Andreas Hanche-Olsen, Jørgen Skjelvik – Ghayas Zahid (81. Kristoffer Askildsen), Sondre Tronstad, Fredrik Ulvestad, Mats Møller Dæhli (67. Kristian Thorstvedt) – Jørgen Larsen (86. Håkon Evjen), Veton Berisha (86. Andreas Vindheim) Cheftrainer: Leif Gunnar Smerud | Norwegen |
| Österreich                                                    | 1:1 Grbić (90.+4') | 0:1 Zahid (61.) | Norwegen |
| Österreich                                                    | Ilsanker (17.) | Møller Dæhli (49.), Ryerson (80.), Granli (88.) | Norwegen |
| 6. Spieltag                                                   | | |          |
| 18. November 2020 um 20:45 Uhr in Wien (Ernst-Happel-Stadion) | | |          |
| Schiedsrichter: Benoît Bastien ( Frankreich)                  | | |          |

### Nordirland – Rumänien 1:1 (0:0)
| Nordirland                                                               | Nordirland | Rumänien | Rumänien |
| ------------------------------------------------------------------------ | --- | --- | -------- |
| Nordirland                                                               | \| 6. Spieltag \| \| 18. November 2020 um 19:45 Uhr (20:45 Uhr MEZ) in Belfast (Windsor Park) \| \| Schiedsrichter: Sandro Schärer ( Schweiz) \| | \| 6. Spieltag \| \| 18. November 2020 um 19:45 Uhr (20:45 Uhr MEZ) in Belfast (Windsor Park) \| \| Schiedsrichter: Sandro Schärer ( Schweiz) \| | Rumänien |
| Nordirland                                                               | Bailey Peacock-Farrell – Daniel Ballard, Jonny Evans , Craig Cathcart – Matthew Kennedy (66. Jamal Lewis), Paddy McNair, Michael Smith (79. Ethan Galbraith), Alistair McCann, Stuart Dallas – Josh Magennis (79. Conor McLaughlin), Liam Boyce (66. Conor Washington) Cheftrainer: Ian Baraclough ( England) | Ciprian Tătărușanu – Ionuț Nedelcearu, Iulian Cristea, Alin Toșca (74. Eric Bicfalvi) – Valentin Crețu (64. Vasile Mogos), Răzvan Marin, Dan Nistor, Camora – Dennis Man (64. Alexandru Maxim), Denis Alibec (87. Alexandru Băluță), Florin Tănase (87. Cristian Ganea) Cheftrainer: Mirel Rădoi | Rumänien |
| Nordirland                                                               | 1:0 Boyce (56.) | 1:1 Bicfalvi (81.) | Rumänien |
| 6. Spieltag                                                              | | |          |
| 18. November 2020 um 19:45 Uhr (20:45 Uhr MEZ) in Belfast (Windsor Park) | | |          |
| Schiedsrichter: Sandro Schärer ( Schweiz)                                | | |          |

## Gruppe 2
| Pl. | Land       | Sp. | S | U | N | Tore    | Diff. | Punkte |
| --- | ---------- | --- | - | - | - | ------- | ----- | ------ |
| 1.  | Tschechien | 6   | 4 | 0 | 2 | 009:500 | +4    | 12     |
| 2.  | Schottland | 6   | 3 | 1 | 2 | 005:400 | +1    | 10     |
| 3.  | Israel     | 6   | 2 | 2 | 2 | 007:700 | ±0    | 08     |
| 4.  | Slowakei   | 6   | 1 | 1 | 4 | 005:100 | −5    | 04     |

### Schottland – Israel 1:1 (1:0)
| Schottland                                                                | Schottland | Israel | Israel |
| ------------------------------------------------------------------------- | --- | --- | ------ |
| Schottland                                                                | \| 1. Spieltag \| \| 4. September 2020 um 19:45 Uhr (20:45 Uhr MESZ) in Glasgow (Hampden Park) \| \| Schiedsrichter: Slavko Vinčić ( Slowenien) \|                                                                                            | \| 1. Spieltag \| \| 4. September 2020 um 19:45 Uhr (20:45 Uhr MESZ) in Glasgow (Hampden Park) \| \| Schiedsrichter: Slavko Vinčić ( Slowenien) \| | Israel |
| Schottland                                                                | David Marshall – Ryan Jack, Scott McKenna, Kieran Tierney, Andrew Robertson – James Forrest, Scott McTominay, Callum McGregor, Ryan Christie – John McGinn (79. Stuart Armstrong) – Lyndon Dykes (74. Oliver Burke) Cheftrainer: Steve Clarke | Ofir Marciano – Eli Dasa, Eytan Tibi, Nir Bitton, Taleb Tawatha – Hatem Abd Elhamed, Bibras Natcho , Dor Peretz (72. Yonatan Cohen) – Manor Solomon (90. Dan Glazer), Munas Dabbur (79. Shon Weissman), Eran Zahavi Cheftrainer: Willibald Ruttensteiner ( Österreich) | Israel |
| Schottland                                                                | 1:0 Christie (45., Foulelfmeter) | 1:1 Zahavi (73.) | Israel |
| Schottland                                                                | Forrest (34.) | Peretz (28.) | Israel |
| 1. Spieltag                                                               | | |        |
| 4. September 2020 um 19:45 Uhr (20:45 Uhr MESZ) in Glasgow (Hampden Park) | | |        |
| Schiedsrichter: Slavko Vinčić ( Slowenien)                                | | |        |

### Slowakei – Tschechien 1:3 (0:0)
| Slowakei                                                                 | Slowakei | Tschechien | Tschechien |
| ------------------------------------------------------------------------ | --- | --- | ---------- |
| Slowakei                                                                 | \| 1. Spieltag \| \| 4. September 2020 um 20:45 Uhr in Bratislava (Národný futbalový štadión) \| \| Schiedsrichter: Andris Treimanis ( Lettland) \| | \| 1. Spieltag \| \| 4. September 2020 um 20:45 Uhr in Bratislava (Národný futbalový štadión) \| \| Schiedsrichter: Andris Treimanis ( Lettland) \| | Tschechien |
| Slowakei                                                                 | Dominik Greif – Peter Pekarík, Lukáš Štetina (32. Martin Valjent), Milan Škriniar, Norbert Gyömbér – Patrik Hrošovský, Stanislav Lobotka – Juraj Kucka , Ondrej Duda (17. Adam Zreľák), Lukáš Haraslín – Róbert Boženík (65. Ivan Schranz) Cheftrainer: Pavel Hapal ( Tschechien) | Tomáš Vaclík – Vladimír Coufal, Ondřej Čelůstka, Tomáš Kalas, Jan Bořil – Vladimír Darida, Alex Král – Lukáš Masopust (86. Petr Ševčík), Bořek Dočkal , Jakub Jankto (68. Lukáš Provod) – Adam Hložek (72. Michael Krmenčík) Cheftrainer: Jaroslav Šilhavý | Tschechien |
| Slowakei                                                                 | 1:3 Schranz (88.) | 0:1 Coufal (48.) 0:2 Dočkal (53., Foulelfmeter) 0:3 Krmenčík (86.) | Tschechien |
| Slowakei                                                                 | Boženík (49.), Gyömber (53.), Kucka (75.) | Darida (4.) | Tschechien |
| 1. Spieltag                                                              | | |            |
| 4. September 2020 um 20:45 Uhr in Bratislava (Národný futbalový štadión) | | |            |
| Schiedsrichter: Andris Treimanis ( Lettland)                             | | |            |

### Tschechien – Schottland 1:2 (1:1)
| Tschechien                                                | Tschechien | Schottland | Schottland |
| --------------------------------------------------------- | --- | --- | ---------- |
| Tschechien                                                | \| 2. Spieltag \| \| 7. September 2020 um 20:45 Uhr in Olmütz (Andrův stadion) \| \| Schiedsrichter: Serdar Gözübüyük ( Niederlande) \| | \| 2. Spieltag \| \| 7. September 2020 um 20:45 Uhr in Olmütz (Andrův stadion) \| \| Schiedsrichter: Serdar Gözübüyük ( Niederlande) \| | Schottland |
| Tschechien                                                | Aleš Mandous – Tomáš Holeš, Roman Hubník , Václav Jemelka, Jaroslav Zelený – Adam Jánoš, Lukáš Budínský (55. Radim Breite), Marek Havlík (81. Antonín Růsek) – Tomáš Malínský, Stanislav Tecl, Jakub Pešek (76. Roman Potočný) Cheftrainer: David Holoubek | David Marshall – Liam Palmer, Liam Cooper, Scott McKenna, Andrew Robertson – Scott McTominay, John Fleck (71. John McGinn), Kenny McLean – Ryan Christie, Lyndon Dykes (67. Callum Paterson), Stuart Armstrong (80. Callum McGregor) Cheftrainer: Steve Clarke | Schottland |
| Tschechien                                                | 1:0 Pešek (12.) | 1:1 Dykes (27.) 1:2 Christie (52., Foulelfmeter) | Schottland |
| Tschechien                                                | Malinský (52.), Jánoš (90.+2') | Armstrong (48.), Robertson (64.), McKenna (79.), Palmer (85.) | Schottland |
| 2. Spieltag                                               | | |            |
| 7. September 2020 um 20:45 Uhr in Olmütz (Andrův stadion) | | |            |
| Schiedsrichter: Serdar Gözübüyük ( Niederlande)           | | |            |

### Israel – Slowakei 1:1 (0:1)
| Israel                                                                       | Israel | Slowakei | Slowakei |
| ---------------------------------------------------------------------------- | --- | --- | -------- |
| Israel                                                                       | \| 2. Spieltag \| \| 7. September 2020 um 21:45 Uhr (20:45 Uhr MESZ) in Netanja (Netanja-Stadion) \| \| Schiedsrichter: Nikola Dabanović ( Montenegro) \| | \| 2. Spieltag \| \| 7. September 2020 um 21:45 Uhr (20:45 Uhr MESZ) in Netanja (Netanja-Stadion) \| \| Schiedsrichter: Nikola Dabanović ( Montenegro) \| | Slowakei |
| Israel                                                                       | Ofir Marciano – Eli Dasa, Nir Bitton, Hatem Abd Elhamed, Eytan Tibi, Taleb Tawatha (71. Ilay Elmkies) – Manor Solomon, Bibras Natcho (46. Yonatan Cohen), Dor Peretz – Eran Zahavi, Munas Dabbur (57. Shon Weissman) Cheftrainer: Willibald Ruttensteiner ( Österreich) | Marek Rodák – Martin Koscelník, Martin Valjent, Milan Škriniar, Norbert Gyömbér – Juraj Kucka , Stanislav Lobotka, Erik Sabo (67. Ivan Schranz) – Matúš Bero, Michal Ďuriš (78. Róbert Boženík), Jaroslav Mihalík (87. Lukáš Haraslín) Cheftrainer: Pavel Hapal ( Tschechien) | Slowakei |
| Israel                                                                       | 1:1 Elmkies (90.+1') | 0:1 Ďuriš (14.) | Slowakei |
| Israel                                                                       | Peretz (54.), Zahavi (70.) | Bero (80.) | Slowakei |
| 2. Spieltag                                                                  | | |          |
| 7. September 2020 um 21:45 Uhr (20:45 Uhr MESZ) in Netanja (Netanja-Stadion) | | |          |
| Schiedsrichter: Nikola Dabanović ( Montenegro)                               | | |          |

### Israel – Tschechien 1:2 (0:1)
| Israel                                                                       | Israel | Tschechien | Tschechien |
| ---------------------------------------------------------------------------- | --- | --- | ---------- |
| Israel                                                                       | \| 3. Spieltag \| \| 11. Oktober 2020 um 21:45 Uhr (20:45 Uhr MESZ) in Haifa (Sammy-Ofer-Stadion) \| \| Schiedsrichter: Tiago Martins ( Portugal) \| | \| 3. Spieltag \| \| 11. Oktober 2020 um 21:45 Uhr (20:45 Uhr MESZ) in Haifa (Sammy-Ofer-Stadion) \| \| Schiedsrichter: Tiago Martins ( Portugal) \| | Tschechien |
| Israel                                                                       | Ofir Marciano – Eli Dasa (75. Munas Dabbur), Joel Abu Hanna (46. Sun Menachem), Eytan Tibi, Sheran Yeini, Hatem Abd Elhamed – Mohammad Abu Fani (88. Eden Karzev), Bibras Natcho (75. Eyal Golasa), Manor Solomon – Shon Weissman (66. Dia Saba), Eran Zahavi Cheftrainer: Willibald Ruttensteiner ( Österreich) | Tomáš Vaclík – Vladimír Coufal, Ondřej Kúdela, Ondřej Čelůstka, Jan Bořil – Tomáš Souček, Alex Král – Lukáš Masopust (68. Pavel Kadeřábek), Vladimír Darida (88. Tomáš Holeš), Lukáš Provod (90.+3' Tomáš Petrášek) – Matěj Vydra (68. Petr Ševčík) Cheftrainer: Jaroslav Šilhavý | Tschechien |
| Israel                                                                       | 1:2 Zahavi (56.) | 0:1 Abu Hanna (14., Eigentor) 0:2 Vydra (48.) | Tschechien |
| Israel                                                                       | Dasa (29.), Abu Fani (67.), Golasa (77.), Menachem (80.) | Masopust (24.), Coufal (87.) | Tschechien |
| 3. Spieltag                                                                  | | |            |
| 11. Oktober 2020 um 21:45 Uhr (20:45 Uhr MESZ) in Haifa (Sammy-Ofer-Stadion) | | |            |
| Schiedsrichter: Tiago Martins ( Portugal)                                    | | |            |

### Schottland – Slowakei 1:0 (0:0)
| Schottland                                                           | Schottland | Slowakei | Slowakei |
| -------------------------------------------------------------------- | --- | --- | -------- |
| Schottland                                                           | \| 3. Spieltag \| \| 11. Oktober 2020 um 19:45 Uhr (20:45 MESZ) in Glasgow (Hampden Park) \| \| Schiedsrichter: Davide Massa ( Italien) \| | \| 3. Spieltag \| \| 11. Oktober 2020 um 19:45 Uhr (20:45 MESZ) in Glasgow (Hampden Park) \| \| Schiedsrichter: Davide Massa ( Italien) \| | Slowakei |
| Schottland                                                           | David Marshall – Stephen O’Donnell, Andrew Considine, Declan Gallagher, Andy Robertson – John Fleck (72. Callum McGregor), Scott McTominay, Kenny McLean – John McGinn (89. Ryan Jack), Lyndon Dykes (72. Oliver McBurnie), Ryan Fraser (85. Callum Paterson) Cheftrainer: Steve Clarke | Dušan Kuciak – Martin Koscelník, Branislav Niňaj, Martin Valjent, Jakub Holúbek – Matúš Bero (22. Ondrej Duda), Ján Greguš, Marek Hamšík (62. Juraj Kucka) – Ivan Schranz (62. Róbert Mak), Róbert Boženík (76. Pavol Šafranko), Lukáš Haraslín (76. Albert Rusnák) Cheftrainer: Pavel Hapal ( Tschechien) | Slowakei |
| Schottland                                                           | 1:0 Dykes (54.) | | Slowakei |
| Schottland                                                           | Dykes (38.), Fleck (50.), Robertson (74.), McBurnie (83.) | Hamšík (21.), Haraslín (51.), Kucka (83.) | Slowakei |
| 3. Spieltag                                                          | | |          |
| 11. Oktober 2020 um 19:45 Uhr (20:45 MESZ) in Glasgow (Hampden Park) | | |          |
| Schiedsrichter: Davide Massa ( Italien)                              | | |          |

### Schottland – Tschechien 1:0 (1:0)
| Schottland                                                               | Schottland | Tschechien | Tschechien |
| ------------------------------------------------------------------------ | --- | --- | ---------- |
| Schottland                                                               | \| 4. Spieltag \| \| 14. Oktober 2020 um 14:00 Uhr (15:00 Uhr MESZ) in Glasgow (Hampden Park) \| \| Schiedsrichter: Felix Zwayer ( Deutschland) \| | \| 4. Spieltag \| \| 14. Oktober 2020 um 14:00 Uhr (15:00 Uhr MESZ) in Glasgow (Hampden Park) \| \| Schiedsrichter: Felix Zwayer ( Deutschland) \| | Tschechien |
| Schottland                                                               | David Marshall – Scott McTominay, Declan Gallagher, Andrew Considine – Stephen O’Donnell, Ryan Jack, Callum McGregor, Greg Taylor (79. Paul Hanlon) – John McGinn (79. Callum Paterson) – Lyndon Dykes (65. Oliver McBurnie), Ryan Fraser (70. Kenny McLean) Cheftrainer: Steve Clarke | Tomáš Vaclík – Vladimír Coufal, Ondřej Kúdela, Ondřej Čelůstka (20. David Hovorka), Jan Bořil – Tomáš Souček, Alex Král (77. Pavel Kadeřábek) – Lukáš Masopust (65. Tomáš Poznar), Vladimír Darida , Lukáš Provod (65. Petr Ševčík) – Matěj Vydra (77. Michael Rabušic) Cheftrainer: Jiří Chytrý | Tschechien |
| Schottland                                                               | 1:0 Fraser (6.) | | Tschechien |
| Schottland                                                               | Dykes (51.), Marshall (81.) | Bořil (42.) | Tschechien |
| 4. Spieltag                                                              | | |            |
| 14. Oktober 2020 um 14:00 Uhr (15:00 Uhr MESZ) in Glasgow (Hampden Park) | | |            |
| Schiedsrichter: Felix Zwayer ( Deutschland)                              | | |            |

### Slowakei – Israel 2:3 (2:0)
| Slowakei                                                                           | Slowakei | Israel | Israel |
| ---------------------------------------------------------------------------------- | --- | --- | ------ |
| Slowakei                                                                           | \| 4. Spieltag \| \| 14. Oktober 2020 um 20:45 Uhr in Trnava (City Arena – Štadión Antona Malatinského) \| \| Schiedsrichter: Alejandro Hernández ( Spanien) \|                                                                                           | \| 4. Spieltag \| \| 14. Oktober 2020 um 20:45 Uhr in Trnava (City Arena – Štadión Antona Malatinského) \| \| Schiedsrichter: Alejandro Hernández ( Spanien) \| | Israel |
| Slowakei                                                                           | Dominik Greif – Peter Pekarík, Denis Vavro, Martin Valjent, Róbert Mazáň – Patrik Hrošovský, Marek Hamšík – Albert Rusnák, Ondrej Duda (71. Ján Greguš), Róbert Mak (56. Lukáš Haraslín) – Róbert Boženík (71. Pavol Šafranko) Cheftrainer: Oto Brunegraf | Ofir Marciano – Eli Dasa, Sheran Yeini (46. Ofri Arad), Orel Dgani (90.+3' Idan Nachmias), Eytan Tibi, Eyal Golasa – Bibras Natcho (58. Neta Lavi), Manor Solomon, Maor Kandil (69. Shon Weissman) – Eran Zahavi, Munas Dabbur Cheftrainer: Willibald Ruttensteiner ( Österreich) | Israel |
| Slowakei                                                                           | 1:0 Hamšík (16.) 2:0 Mak (38.) | 2:1 Zahavi (68.) 2:2 Zahavi (76.) 2:3 Zahavi (89.) | Israel |
| Slowakei                                                                           | Duda (21.) | Dgani (63.) | Israel |
| 4. Spieltag                                                                        | | |        |
| 14. Oktober 2020 um 20:45 Uhr in Trnava (City Arena – Štadión Antona Malatinského) | | |        |
| Schiedsrichter: Alejandro Hernández ( Spanien)                                     | | |        |

### Slowakei – Schottland 1:0 (1:0)
| Slowakei                                                                            | Slowakei | Schottland | Schottland |
| ----------------------------------------------------------------------------------- | --- | --- | ---------- |
| Slowakei                                                                            | \| 5. Spieltag \| \| 15. November 2020 um 15:00 Uhr in Trnava (City Arena – Štadión Antona Malatinského) \| \| Schiedsrichter: István Kovács ( Rumänien) \| | \| 5. Spieltag \| \| 15. November 2020 um 15:00 Uhr in Trnava (City Arena – Štadión Antona Malatinského) \| \| Schiedsrichter: István Kovács ( Rumänien) \|                                                                                       | Schottland |
| Slowakei                                                                            | Marek Rodák – Peter Pekarík, Ľubomír Šatka, Milan Škriniar, Róbert Mazáň – Patrik Hrošovský – Michal Ďuriš (90.+3' Pavol Šafranko), Juraj Kucka (61. Stanislav Lobotka), Marek Hamšík (68. Albert Rusnák), Ján Greguš – Ondrej Duda Cheftrainer: Štefan Tarkovič | Craig Gordon – Andrew Considine (68. Leigh Griffiths), Liam Cooper, Scott McKenna, Kieran Tierney – Liam Palmer, John McGinn , Kenny McLean – Ryan Christie, Oliver McBurnie, Stuart Armstrong (87. Lawrence Shankland) Cheftrainer: Steve Clarke | Schottland |
| Slowakei                                                                            | 1:0 Greguš (32.) | | Schottland |
| Slowakei                                                                            | Kucka (44.), Pekarík (56.), Škriniar (57.), Duda (65.), Mazáň (77.), Rusnák (88.) | Armstrong (30.), McGinn (41.), Christie (90.+3') | Schottland |
| 5. Spieltag                                                                         | | |            |
| 15. November 2020 um 15:00 Uhr in Trnava (City Arena – Štadión Antona Malatinského) | | |            |
| Schiedsrichter: István Kovács ( Rumänien)                                           | | |            |

### Tschechien – Israel 1:0 (1:0)
| Tschechien                                              | Tschechien | Israel | Israel |
| ------------------------------------------------------- | --- | --- | ------ |
| Tschechien                                              | \| 5. Spieltag \| \| 15. November 2020 um 20:45 Uhr in Pilsen (Doosan Arena) \| \| Schiedsrichter: Srđan Jovanović ( Serbien) \| | \| 5. Spieltag \| \| 15. November 2020 um 20:45 Uhr in Pilsen (Doosan Arena) \| \| Schiedsrichter: Srđan Jovanović ( Serbien) \| | Israel |
| Tschechien                                              | Tomáš Vaclík – Vladimír Coufal, Tomáš Kalas, Jakub Brabec, Aleš Matějů – Tomáš Souček, Alex Král – Lukáš Masopust (62. Jan Kopic), Vladimír Darida (89. Bořek Dočkal), Jakub Jankto (82. Matěj Vydra) – Zdeněk Ondrášek (62. Michael Krmenčík) Cheftrainer: Jaroslav Šilhavý | Ofir Marciano – Eli Dasa, Dor Peretz (73. Shon Weissman), Eytan Tibi, Taleb Tawatha (46. Sun Menachem), Hatem Abd Elhamed – Bibras Natcho (46. Neta Lavi), Eyal Golasa (86. Mohammad Abu Fani) – Eran Zahavi, Manor Solomon – Nir Bitton Cheftrainer: Willibald Ruttensteiner ( Österreich) | Israel |
| Tschechien                                              | 1:0 Darida (7.) | | Israel |
| Tschechien                                              | Ondrášek (34.) | | Israel |
| Tschechien                                              | Abd Elhamed (81.) | | Israel |
| 5. Spieltag                                             | | |        |
| 15. November 2020 um 20:45 Uhr in Pilsen (Doosan Arena) | | |        |
| Schiedsrichter: Srđan Jovanović ( Serbien)              | | |        |

### Tschechien – Slowakei 2:0 (1:0)
| Tschechien                                              | Tschechien | Slowakei | Slowakei |
| ------------------------------------------------------- | --- | --- | -------- |
| Tschechien                                              | \| 6. Spieltag \| \| 18. November 2020 um 20:45 Uhr in Pilsen (Doosan Arena) \| \| Schiedsrichter: Cüneyt Çakır ( Türkei) \| | \| 6. Spieltag \| \| 18. November 2020 um 20:45 Uhr in Pilsen (Doosan Arena) \| \| Schiedsrichter: Cüneyt Çakır ( Türkei) \| | Slowakei |
| Tschechien                                              | Tomáš Vaclík (46. Tomáš Koubek) – Vladimír Coufal, Jakub Brabec, Tomáš Kalas, Aleš Matějů – Tomáš Souček, Alex Král – Lukáš Masopust (46. Václav Černý), Vladimír Darida (88. Antonín Barák), Jakub Jankto (74. Jan Kopic) – Zdeněk Ondrášek (66. Matěj Vydra) Cheftrainer: Jaroslav Šilhavý | Marek Rodák – Peter Pekarík, Norbert Gyömbér, Milan Škriniar, Tomáš Hubočan – Stanislav Lobotka (62. Patrik Hrošovský) – Albert Rusnák (62. Tomáš Suslov), Juraj Kucka (67. Ján Greguš), Marek Hamšík , Róbert Mak (62. Pavol Šafranko) – Michal Ďuriš (81. Ivan Schranz) Cheftrainer: Štefan Tarkovič | Slowakei |
| Tschechien                                              | 1:0 Souček (17.) 2:0 Ondrášek (55.) | | Slowakei |
| Tschechien                                              | Hrošovský (90.+3') | | Slowakei |
| 6. Spieltag                                             | | |          |
| 18. November 2020 um 20:45 Uhr in Pilsen (Doosan Arena) | | |          |
| Schiedsrichter: Cüneyt Çakır ( Türkei)                  | | |          |

### Israel – Schottland 1:0 (1:0)
| Israel                                                                      | Israel | Schottland | Schottland |
| --------------------------------------------------------------------------- | --- | --- | ---------- |
| Israel                                                                      | \| 6. Spieltag \| \| 18. November 2020 um 21:45 Uhr (20:45 Uhr MEZ) in Netanja (Netanja-Stadion) \| \| Schiedsrichter: Paweł Raczkowski ( Polen) \| | \| 6. Spieltag \| \| 18. November 2020 um 21:45 Uhr (20:45 Uhr MEZ) in Netanja (Netanja-Stadion) \| \| Schiedsrichter: Paweł Raczkowski ( Polen) \| | Schottland |
| Israel                                                                      | Ofir Marciano – Eli Dasa, Sheran Yeini (78. Orel Dgani), Eytan Tibi, Nir Bitton, Sun Menachem – Neta Lavi (78. Mohammad Abu Fani), Bibras Natcho (62. Eyal Golasa) – Manor Solomon (84. Yonatan Cohen) – Shon Weissman, Eran Zahavi Cheftrainer: Willibald Ruttensteiner ( Österreich) | David Marshall – Stephen O’Donnell (73. Oliver Burke), Declan Gallagher (73. Scott McKenna), Scott McTominay, Andy Robertson – Callum McGregor (82. Kenny McLean), Ryan Jack, Kieran Tierney – Ryan Christie, Lyndon Dykes (61. Oliver McBurnie), John McGinn (61. Leigh Griffiths) Cheftrainer: Steve Clarke | Schottland |
| Israel                                                                      | 1:0 Solomon (44.) | | Schottland |
| Israel                                                                      | Abu Fani (87.), Marciano (90.+4'), Dgani (90.+5') | Jack (85.), Robertson (90.+7') | Schottland |
| 6. Spieltag                                                                 | | |            |
| 18. November 2020 um 21:45 Uhr (20:45 Uhr MEZ) in Netanja (Netanja-Stadion) | | |            |
| Schiedsrichter: Paweł Raczkowski ( Polen)                                   | | |            |

## Gruppe 3
| Pl. | Land     | Sp. | S | U | N | Tore    | Diff. | Punkte |
| --- | -------- | --- | - | - | - | ------- | ----- | ------ |
| 1.  | Ungarn   | 6   | 3 | 2 | 1 | 007:400 | +3    | 11     |
| 2.  | Russland | 6   | 2 | 2 | 2 | 009:120 | −3    | 08     |
| 3.  | Serbien  | 6   | 1 | 3 | 2 | 009:700 | +2    | 06     |
| 4.  | Türkei   | 6   | 1 | 3 | 2 | 006:800 | −2    | 06     |

### Russland – Serbien 3:1 (0:0)
| Russland                                                              | Russland | Serbien | Serbien |
| --------------------------------------------------------------------- | --- | --- | ------- |
| Russland                                                              | \| 1. Spieltag \| \| 3. September 2020 um 21:45 Uhr (20:45 Uhr MESZ) in Moskau (VTB-Arena) \| \| Schiedsrichter: William Collum ( Schottland) \| | \| 1. Spieltag \| \| 3. September 2020 um 21:45 Uhr (20:45 Uhr MESZ) in Moskau (VTB-Arena) \| \| Schiedsrichter: William Collum ( Schottland) \| | Serbien |
| Russland                                                              | Anton Schunin – Mário Fernandes, Andrei Semjonow (77. Roman Neustädter), Georgi Dschikija, Wjatscheslaw Karawajew – Magomed Osdojew, Selimchan Bakajew (67. Anton Mirantschuk), Roman Sobnin – Alexei Ionow, Artjom Dsjuba , Juri Schirkow (80. Daler Kusjajew) Cheftrainer: Stanislaw Tschertschessow | Marko Dmitrović – Nikola Milenković, Nikola Maksimović, Strahinja Pavlović (65. Aleksandar Kolarov) – Darko Lazović, Nemanja Gudelj, Nemanja Maksimović (85. Adem Ljajić), Filip Kostić – Dušan Tadić , Sergej Milinković-Savić (65. Filip Đuričić) – Aleksandar Mitrović Cheftrainer: Ljubiša Tumbaković | Serbien |
| Russland                                                              | 1:0 Dsjuba (48., Foulelfmeter) 2:0 Karawajew (69.) 3:1 Dsjuba (81.) | 2:1 Mitrović (78.) | Serbien |
| Russland                                                              | Pavlović (46.), Nik. Maksimović (58.) | | Serbien |
| 1. Spieltag                                                           | | |         |
| 3. September 2020 um 21:45 Uhr (20:45 Uhr MESZ) in Moskau (VTB-Arena) | | |         |
| Schiedsrichter: William Collum ( Schottland)                          | | |         |

### Türkei – Ungarn 0:1 (0:0)
| Türkei                                                                           | Türkei | Ungarn | Ungarn |
| -------------------------------------------------------------------------------- | --- | --- | ------ |
| Türkei                                                                           | \| 1. Spieltag \| \| 3. September 2020 um 21:45 Uhr (20:45 Uhr MESZ) in Sivas (Yeni 4 Eylül Stadyumu) \| \| Schiedsrichter: Artur Dias ( Portugal) \|                                                                                                 | \| 1. Spieltag \| \| 3. September 2020 um 21:45 Uhr (20:45 Uhr MESZ) in Sivas (Yeni 4 Eylül Stadyumu) \| \| Schiedsrichter: Artur Dias ( Portugal) \| | Ungarn |
| Türkei                                                                           | Uğurcan Çakır – Mert Müldür, Merih Demiral, Çağlar Söyüncü, Umut Meraş – Kaan Ayhan, Mert Yandaş (58. İrfan Can Kahveci) – Ahmed Kutucu (46. Yusuf Yazıcı), Hakan Çalhanoğlu, Emre Kılınç (76. Kenan Karaman) – Burak Yılmaz Cheftrainer: Şenol Güneş | Péter Gulácsi – Attila Szalai, Ádám Lang, Willi Orban, Attila Fiola – Dávid Sigér (60. András Schäfer), Ádám Nagy – Filip Holender, Dominik Szoboszlai, Roland Sallai (81. Zsolt Kalmár) – Ádám Szalai (71. Nemanja Nikolics) Cheftrainer: Marco Rossi ( Italien) | Ungarn |
| Türkei                                                                           | 0:1 Szoboszlai (80.) | | Ungarn |
| Türkei                                                                           | Yılmaz (37.), Kahveci (90.+2') | Sigér (45.), Fiola (60.), Lang (75.) | Ungarn |
| 1. Spieltag                                                                      | | |        |
| 3. September 2020 um 21:45 Uhr (20:45 Uhr MESZ) in Sivas (Yeni 4 Eylül Stadyumu) | | |        |
| Schiedsrichter: Artur Dias ( Portugal)                                           | | |        |

### Ungarn – Russland 2:3 (0:2)
| Ungarn                                                    | Ungarn | Russland | Russland |
| --------------------------------------------------------- | --- | --- | -------- |
| Ungarn                                                    | \| 2. Spieltag \| \| 6. September 2020 um 18:00 Uhr in Budapest (Puskás Aréna) \| \| Schiedsrichter: Maurizio Mariani ( Italien) \| | \| 2. Spieltag \| \| 6. September 2020 um 18:00 Uhr in Budapest (Puskás Aréna) \| \| Schiedsrichter: Maurizio Mariani ( Italien) \| | Russland |
| Ungarn                                                    | Péter Gulácsi – Willi Orban, Ádám Lang, Attila Szalai – Barnabás Bese, Dávid Sigér (46. Zsolt Kalmár), Ádám Nagy, Dominik Szoboszlai (82. Tamás Cseri), Filip Holender – Roland Sallai – Ádám Szalai (67. Nemanja Nikolics) Cheftrainer: Marco Rossi ( Italien) | Anton Schunin – Mário Fernandes, Andrei Semjonow, Georgi Dschikija, Fjodor Kudrjaschow – Magomed Osdojew, Roman Sobnin, Alexei Ionow (75. Wjatscheslaw Karawajew) – Anton Mirantschuk (67. Juri Gasinski), Artjom Dsjuba , Daler Kusjajew (57. Juri Schirkow) Cheftrainer: Stanislaw Tschertschessow | Russland |
| Ungarn                                                    | 1:3 Sallai (62.) 2:3 Nikolics (70.) | 0:1 Mirantschuk (15.) 0:2 Osdojew (34.) 0:3 Fernandes (46.) | Russland |
| Ungarn                                                    | Sigér (42.) | Sobnin (25.) | Russland |
| 2. Spieltag                                               | | |          |
| 6. September 2020 um 18:00 Uhr in Budapest (Puskás Aréna) | | |          |
| Schiedsrichter: Maurizio Mariani ( Italien)               | | |          |

### Serbien – Türkei 0:0
| Serbien                                                         | Serbien | Türkei | Türkei |
| --------------------------------------------------------------- | --- | --- | ------ |
| Serbien                                                         | \| 2. Spieltag \| \| 6. September 2020 um 20:45 Uhr in Belgrad (Stadion Rajko Mitić) \| \| Schiedsrichter: Aljaksej Kulbakou ( Belarus) \| | \| 2. Spieltag \| \| 6. September 2020 um 20:45 Uhr in Belgrad (Stadion Rajko Mitić) \| \| Schiedsrichter: Aljaksej Kulbakou ( Belarus) \| | Türkei |
| Serbien                                                         | Predrag Rajković – Nikola Milenković, Strahinja Pavlović, Aleksandar Kolarov – Nemanja Radonjić (87. Filip Đuričić), Darko Lazović (27. Mijat Gaćinović), Nemanja Gudelj, Nemanja Maksimović (61. Stefan Mitrović), Filip Kostić – Dušan Tadić – Aleksandar Mitrović Cheftrainer: Ljubiša Tumbaković | Mert Günok – Zeki Çelik (46. Nazim Sangaré), Çağlar Söyüncü, Ozan Kabak, Hasan Ali Kaldırım – Ozan Tufan , Orkun Kökçü (60. Cengiz Ünder) – Mahmut Tekdemir, Enes Ünal (78. Burak Yılmaz), Yusuf Yazıcı – Kenan Karaman Cheftrainer: Şenol Güneş | Türkei |
| Serbien                                                         | Tadić (61.), Kostic (62.) | Yazıcı (37.), Kabak (79.) | Türkei |
| Serbien                                                         | Kolarov (49.) | | Türkei |
| 2. Spieltag                                                     | | |        |
| 6. September 2020 um 20:45 Uhr in Belgrad (Stadion Rajko Mitić) | | |        |
| Schiedsrichter: Aljaksej Kulbakou ( Belarus)                    | | |        |

### Russland – Türkei 1:1 (1:0)
| Russland                                                             | Russland | Türkei | Türkei |
| -------------------------------------------------------------------- | --- | --- | ------ |
| Russland                                                             | \| 3. Spieltag \| \| 11. Oktober 2020 um 21:45 Uhr (20:45 Uhr MESZ) in Moskau (VTB-Arena) \| \| Schiedsrichter: Matej Jug ( Slowenien) \| | \| 3. Spieltag \| \| 11. Oktober 2020 um 21:45 Uhr (20:45 Uhr MESZ) in Moskau (VTB-Arena) \| \| Schiedsrichter: Matej Jug ( Slowenien) \| | Türkei |
| Russland                                                             | Anton Schunin – Wjatscheslaw Karawajew, Andrei Semjonow, Fjodor Kudrjaschow, Juri Schirkow – Roman Sobnin, Magomed Osdojew – Anton Mirantschuk (70. Juri Gasinski) – Alexei Ionow (70. Andrei Mostowoi (90. Daniil Fomin)), Daler Kusjajew (59. Denis Tscheryschew) – Artjom Dsjuba Cheftrainer: Stanislaw Tschertschessow | Mert Günok – Zeki Çelik, Merih Demiral, Ozan Kabak, Umut Meraş – Ozan Tufan, Mahmut Tekdemir (80. Okay Yokuşlu) – Kenan Karaman (80. Abdülkadir Ömür) – Efecan Karaca (46. Cengiz Ünder), Hakan Çalhanoğlu (90.+2' Yusuf Yazıcı) – Burak Yılmaz (90.+2' Enes Ünal) Cheftrainer: Şenol Güneş | Türkei |
| Russland                                                             | 1:0 Mirantschuk (28.) | 1:1 Karaman (62.) | Türkei |
| Russland                                                             | Semjonow (40.) | Tekdemir (27.), Ünder (49.), Kabak (74.), Çalhanoğlu (84.) | Türkei |
| 3. Spieltag                                                          | | |        |
| 11. Oktober 2020 um 21:45 Uhr (20:45 Uhr MESZ) in Moskau (VTB-Arena) | | |        |
| Schiedsrichter: Matej Jug ( Slowenien)                               | | |        |

### Serbien – Ungarn 0:1 (0:1)
| Serbien                                                        | Serbien | Ungarn | Ungarn |
| -------------------------------------------------------------- | --- | --- | ------ |
| Serbien                                                        | \| 3. Spieltag \| \| 11. Oktober 2020 um 20:45 Uhr in Belgrad (Stadion Rajko Mitić) \| \| Schiedsrichter: Sandro Schärer ( Schweiz) \| | \| 3. Spieltag \| \| 11. Oktober 2020 um 20:45 Uhr in Belgrad (Stadion Rajko Mitić) \| \| Schiedsrichter: Sandro Schärer ( Schweiz) \| | Ungarn |
| Serbien                                                        | Predrag Rajković – Stefan Mitrović, Nikola Milenković, Strahinja Pavlović – Mijat Gaćinović (66. Dušan Vlahović), Nemanja Gudelj, Dušan Tadić , Luka Milivojević (46. Saša Lukić), Filip Mladenović – Luka Jović, Adem Ljajić (46. Nemanja Radonjić) Cheftrainer: Ljubiša Tumbaković | Péter Gulácsi – Endre Botka, Ádám Lang, Attila Szalai – Barnabás Bese (56. Willi Orban), Dániel Gazdag (76. András Schäfer), Ádám Nagy, Zsolt Kalmár, Szilveszter Hangya (46. Filip Holender) – Norbert Könyves (63. Ádám Szalai), Nemanja Nikolics (76. Loïc Nego) Cheftrainer: Marco Rossi ( Italien) | Ungarn |
| Serbien                                                        | 0:1 Könyves (20.) | | Ungarn |
| Serbien                                                        | Pavlović (48.), Mladenović (70.), Lukić (81.) | Gazdag (36.), Nagy (69.), At. Szalai (73.), Kalmár (76.) | Ungarn |
| 3. Spieltag                                                    | | |        |
| 11. Oktober 2020 um 20:45 Uhr in Belgrad (Stadion Rajko Mitić) | | |        |
| Schiedsrichter: Sandro Schärer ( Schweiz)                      | | |        |

### Russland – Ungarn 0:0
| Russland                                                             | Russland | Ungarn | Ungarn |
| -------------------------------------------------------------------- | --- | --- | ------ |
| Russland                                                             | \| 4. Spieltag \| \| 14. Oktober 2020 um 21:45 Uhr (20:45 Uhr MESZ) in Moskau (VTB-Arena) \| \| Schiedsrichter: Michael Oliver ( England) \| | \| 4. Spieltag \| \| 14. Oktober 2020 um 21:45 Uhr (20:45 Uhr MESZ) in Moskau (VTB-Arena) \| \| Schiedsrichter: Michael Oliver ( England) \| | Ungarn |
| Russland                                                             | Anton Schunin – Igor Smolnikow, Andrei Semjonow, Fjodor Kudrjaschow, Juri Schirkow (67. Wjatscheslaw Karawajew) – Anton Mirantschuk (55. Selimchan Bakajew), Roman Sobnin, Magomed Osdojew (81. Alexander Sobolew) – Alexei Ionow (67. Juri Gasinski), Artjom Dsjuba , Daler Kusjajew (55. Andrei Mostowoi) Cheftrainer: Stanislaw Tschertschessow | Dénes Dibusz – Endre Botka, Willi Orban, Attila Szalai – Loïc Nego, Dávid Sigér, Dániel Gazdag (46. Ádám Nagy), Zsolt Kalmár (77. András Schäfer) – Filip Holender (46. Attila Fiola) – Nemanja Nikolics (61. Kevin Varga), Ádám Szalai (83. Norbert Könyves) | Ungarn |
| Russland                                                             | Osdojew (35.), Kudrjaschow (63.) | Botka (25.), Fiola (71.), At. Szalai (87.) | Ungarn |
| 4. Spieltag                                                          | | |        |
| 14. Oktober 2020 um 21:45 Uhr (20:45 Uhr MESZ) in Moskau (VTB-Arena) | | |        |
| Schiedsrichter: Michael Oliver ( England)                            | | |        |

### Türkei – Serbien 2:2 (0:1)
| Türkei                                                                             | Türkei | Serbien | Serbien |
| ---------------------------------------------------------------------------------- | --- | --- | ------- |
| Türkei                                                                             | \| 4. Spieltag \| \| 14. Oktober 2020 um 21:45 Uhr (20:45 Uhr MESZ) in Istanbul (Türk Telekom Stadyumu) \| \| Schiedsrichter: Georgi Kabakow ( Bulgarien) \|                                                                                             | \| 4. Spieltag \| \| 14. Oktober 2020 um 21:45 Uhr (20:45 Uhr MESZ) in Istanbul (Türk Telekom Stadyumu) \| \| Schiedsrichter: Georgi Kabakow ( Bulgarien) \| | Serbien |
| Türkei                                                                             | Mert Günok – Zeki Çelik, Merih Demiral, Mahmut Tekdemir (76. Yusuf Yazıcı), Hasan Ali Kaldırım (27. Umut Meraş) – Ozan Tufan, Okay Yokuşlu – Cengiz Ünder (86. Abdülkadir Ömür), Hakan Çalhanoğlu, Kenan Karaman – Burak Yılmaz Cheftrainer: Şenol Güneş | Marko Dmitrović – Stefan Mitrović (75. Nemanja Gudelj), Nikola Milenković, Aleksandar Kolarov – Darko Lazović, Saša Lukić, Sergej Milinković-Savić, Nemanja Maksimović, Mihailo Ristić (46. Filip Mladenović) – Filip Đuričić (75. Dušan Vlahović), Aleksandar Mitrović Cheftrainer: Ljubiša Tumbaković | Serbien |
| Türkei                                                                             | 1:2 Çalhanoğlu (57.) 2:2 Tufan (76.) | 0:1 Milinković-Savić (22.) 0:2 A. Mitrović (49., Foulelfmeter) | Serbien |
| Türkei                                                                             | Yokuşlu (29.) | S. Mitrović (16.), Kolarov (77.), A. Mitrović (82.) | Serbien |
| Türkei                                                                             | Yılmaz (90.+1') | | Serbien |
| 4. Spieltag                                                                        | | |         |
| 14. Oktober 2020 um 21:45 Uhr (20:45 Uhr MESZ) in Istanbul (Türk Telekom Stadyumu) | | |         |
| Schiedsrichter: Georgi Kabakow ( Bulgarien)                                        | | |         |

### Türkei – Russland 3:2 (2:1)
| Türkei                                                                             | Türkei | Russland | Russland |
| ---------------------------------------------------------------------------------- | --- | --- | -------- |
| Türkei                                                                             | \| 5. Spieltag \| \| 15. November 2020 um 20:00 Uhr (18:00 Uhr MEZ) in Istanbul (Şükrü Saracoğlu Stadı) \| \| Schiedsrichter: Szymon Marciniak ( Polen) \| | \| 5. Spieltag \| \| 15. November 2020 um 20:00 Uhr (18:00 Uhr MEZ) in Istanbul (Şükrü Saracoğlu Stadı) \| \| Schiedsrichter: Szymon Marciniak ( Polen) \| | Russland |
| Türkei                                                                             | Mert Günok – Zeki Çelik (64. Ozan Kabak), Kaan Ayhan, Merih Demiral, Caner Erkin – Okay Yokuşlu – Cengiz Ünder (64. Deniz Türüc), Ozan Tufan (86. Mahmut Tekdemir), Hakan Çalhanoğlu (86. Yusuf Yazıcı), Kenan Karaman – Cenk Tosun (80. İrfan Can Kahveci) Cheftrainer: Şenol Güneş | Guilherme – Andrei Semjonow, Georgi Dschikija , Fjodor Kudrjaschow, Juri Schirkow – Daler Kusjajew (70. Anton Mirantschuk), Magomed Osdojew, Roman Sobnin (79. Daniil Fomin) – Alexei Mirantschuk (79. Alexei Ionow), Anton Sabolotny (70. Alexander Jerochin), Denis Tscheryschew (37. Wjatscheslaw Karawajew) Cheftrainer: Stanislaw Tschertschessow | Russland |
| Türkei                                                                             | 1:1 Karaman (26.) 2:1 Ünder (32.) 3:1 Tosun (52., Foulelfmeter) | 0:1 Tscheryschew (11.) 3:2 Kusjajew (57.) | Russland |
| Türkei                                                                             | Demiral (49.), Tosun (55.), Ünder (58.) | Sobnin (54.), Dschikija (55.), Kudrjaschow (73.), Fomin (89.) | Russland |
| Türkei                                                                             | Semjonow (24.) | | Russland |
| 5. Spieltag                                                                        | | |          |
| 15. November 2020 um 20:00 Uhr (18:00 Uhr MEZ) in Istanbul (Şükrü Saracoğlu Stadı) | | |          |
| Schiedsrichter: Szymon Marciniak ( Polen)                                          | | |          |

### Ungarn – Serbien 1:1 (1:1)
| Ungarn                                                    | Ungarn | Serbien | Serbien |
| --------------------------------------------------------- | --- | --- | ------- |
| Ungarn                                                    | \| 5. Spieltag \| \| 15. November 2020 um 20:45 Uhr in Budapest (Puskás Aréna) \| \| Schiedsrichter: Glenn Nyberg ( Schweden) \| | \| 5. Spieltag \| \| 15. November 2020 um 20:45 Uhr in Budapest (Puskás Aréna) \| \| Schiedsrichter: Glenn Nyberg ( Schweden) \| | Serbien |
| Ungarn                                                    | Dénes Dibusz – Endre Botka, Ádám Lang, Ákos Kecskés – Barnabás Bese (78. Ádám Gyurcsó), Dávid Sigér (57. Loïc Négo), Ádám Nagy, Filip Holender (68. Szilveszter Hangya) – Zsolt Kalmár, Dominik Szoboszlai (78. András Schäfer) – Nemanja Nikolics (57. Norbert Könyves) Cheftrainer: Zoltán Gera | Marko Dmitrović – Nikola Milenković, Uroš Spajić, Nemanja Gudelj – Nemanja Radonjić (79. Dušan Vlahović), Darko Lazović (57. Mijat Gaćinović), Saša Lukić, Nemanja Maksimović (62. Marko Grujić), Mihailo Ristić (62. Filip Mladenović) – Luka Jović, Dušan Tadić (79. Sergej Milinković-Savić) Cheftrainer: Aleksandar Janković | Serbien |
| Ungarn                                                    | 1:1 Kalmár (39.) | 0:1 Radonjić (17.) | Serbien |
| Ungarn                                                    | Sigér (51.) | Maksimović (31.), Lukić (46.), Spajić (64.) | Serbien |
| 5. Spieltag                                               | | |         |
| 15. November 2020 um 20:45 Uhr in Budapest (Puskás Aréna) | | |         |
| Schiedsrichter: Glenn Nyberg ( Schweden)                  | | |         |

### Ungarn – Türkei 2:0 (0:0)
| Ungarn                                                    | Ungarn | Türkei | Türkei |
| --------------------------------------------------------- | --- | --- | ------ |
| Ungarn                                                    | \| 6. Spieltag \| \| 18. November 2020 um 20:45 Uhr in Budapest (Puskás Aréna) \| \| Schiedsrichter: Ivan Kružliak ( Slowakei) \| | \| 6. Spieltag \| \| 18. November 2020 um 20:45 Uhr in Budapest (Puskás Aréna) \| \| Schiedsrichter: Ivan Kružliak ( Slowakei) \| | Türkei |
| Ungarn                                                    | Dénes Dibusz – Attila Fiola, Ádám Lang, Attila Szalai – Loïc Négo (89. Endre Botka), Dávid Sigér, Ádám Nagy, Szilveszter Hangya (74. Filip Holender) – Zsolt Kalmár (46. Tamás Cseri) – Norbert Könyves (46. Kevin Varga), Nemanja Nikolics (64. Ádám Gyurcsó) Cheftrainer: Zoltán Gera | Mert Günok – Nazım Sangare, Merih Demiral, Ozan Kabak, Caner Erkin – Ozan Tufan (71. Berkay Özcan), Mahmut Tekdemir (88. Kaan Ayhan) – İrfan Can Kahveci (55. Yusuf Yazıcı), Hakan Çalhanoğlu, Kenan Karaman – Cenk Tosun (71. Deniz Türüc) Cheftrainer: Şenol Güneş | Türkei |
| Ungarn                                                    | 1:0 Sigér (57.) 2:0 Varga (90.+5') | | Türkei |
| Ungarn                                                    | Cseri (54.), Dibusz (77.), Holender (78.), Gyurcsó (90.+1') | Tekdemir (48.) | Türkei |
| 6. Spieltag                                               | | |        |
| 18. November 2020 um 20:45 Uhr in Budapest (Puskás Aréna) | | |        |
| Schiedsrichter: Ivan Kružliak ( Slowakei)                 | | |        |

### Serbien – Russland 5:0 (4:0)
| Serbien                                                         | Serbien | Russland | Russland |
| --------------------------------------------------------------- | --- | --- | -------- |
| Serbien                                                         | \| 6. Spieltag \| \| 18. November 2020 um 20:45 Uhr in Belgrad (Stadion Rajko Mitić) \| \| Schiedsrichter: Anthony Taylor ( England) \| | \| 6. Spieltag \| \| 18. November 2020 um 20:45 Uhr in Belgrad (Stadion Rajko Mitić) \| \| Schiedsrichter: Anthony Taylor ( England) \| | Russland |
| Serbien                                                         | Predrag Rajković – Nikola Milenković, Stefan Mitrović (90. Strahinja Pavlović), Uroš Spajić – Nemanja Radonjić (31. Dušan Vlahović), Mihailo Ristić, Nemanja Gudelj (90. Saša Zdjelar), Nemanja Maksimović (46. Mijat Gaćinović), Filip Mladenović (90. Lazar Ranđelović) – Luka Jović, Aleksandar Mitrović Cheftrainer: Ljubiša Tumbaković | Guilherme (46. Soslan Dschanajew) – Wjatscheslaw Karawajew, Igor Diwejew (46. Roman Jewgenjew), Georgi Dschikija , Juri Schirkow – Daler Kusjajew, Magomed Osdojew, Alexander Jerochin – Anton Mirantschuk (46. Iwan Obljakow), Anton Sabolotny (72. Denis Tscheryschew), Alexei Mirantschuk (46. Andrei Mostowoi) Cheftrainer: Stanislaw Tschertschessow | Russland |
| Serbien                                                         | 1:0 Radonjić (10.) 2:0 Jović (25.) 3:0 Vlahović (41.) 4:0 Jović (45.+1') 5:0 Mladenović (64.) | | Russland |
| Serbien                                                         | A. Mitrović (82.), Gudelj (90.) | Schirkow (47.), Sabolotny (50.), Obljakow (82.) | Russland |
| 6. Spieltag                                                     | | |          |
| 18. November 2020 um 20:45 Uhr in Belgrad (Stadion Rajko Mitić) | | |          |
| Schiedsrichter: Anthony Taylor ( England)                       | | |          |

## Gruppe 4
| Pl. | Land      | Sp. | S | U | N | Tore    | Diff. | Punkte |
| --- | --------- | --- | - | - | - | ------- | ----- | ------ |
| 1.  | Wales     | 6   | 5 | 1 | 0 | 007:100 | +6    | 16     |
| 2.  | Finnland  | 6   | 4 | 0 | 2 | 007:500 | +2    | 12     |
| 3.  | Irland    | 6   | 0 | 3 | 3 | 001:400 | −3    | 03     |
| 4.  | Bulgarien | 6   | 0 | 2 | 4 | 002:700 | −5    | 02     |

### Bulgarien – Irland 1:1 (0:0)
| Bulgarien                                                                                | Bulgarien | Irland | Irland |
| ---------------------------------------------------------------------------------------- | --- | --- | ------ |
| Bulgarien                                                                                | \| 1. Spieltag \| \| 3. September 2020 um 21:45 Uhr (20:45 Uhr MESZ) in Sofia (Wassil-Lewski-Nationalstadion) \| \| Schiedsrichter: Manuel Schüttengruber ( Österreich) \| | \| 1. Spieltag \| \| 3. September 2020 um 21:45 Uhr (20:45 Uhr MESZ) in Sofia (Wassil-Lewski-Nationalstadion) \| \| Schiedsrichter: Manuel Schüttengruber ( Österreich) \|                                                                              | Irland |
| Bulgarien                                                                                | Georgi Georgiew – Strachil Popow, Petar Sanew (79. Plamen Galabow), Kristian Dimitrow, Anton Nedjalkow – Kristijan Malinow, Georgi Kostadinow, Galin Iwanow – Boschidar Kraew, Spas Delew (76. Birsent Karagaren), Todor Nedelew (83. Aleksandar Zwetkow) Cheftrainer: Georgi Dermendschiew | Darren Randolph – Matt Doherty, Shane Duffy , John Egan, Enda Stevens – Jeff Hendrick, Conor Hourihane, James McCarthy (70. Robbie Brady) – Callum O’Dowda (74. Callum Robinson), Adam Idah (77. Shane Long), Aaron Connolly Cheftrainer: Stephen Kenny | Irland |
| Bulgarien                                                                                | 1:0 Kraew (56.) | 1:1 Duffy (90.+3') | Irland |
| Bulgarien                                                                                | Stevens (22.) | | Irland |
| 1. Spieltag                                                                              | | |        |
| 3. September 2020 um 21:45 Uhr (20:45 Uhr MESZ) in Sofia (Wassil-Lewski-Nationalstadion) | | |        |
| Schiedsrichter: Manuel Schüttengruber ( Österreich)                                      | | |        |

### Finnland – Wales 0:1 (0:0)
| Finnland                                                                     | Finnland | Wales | Wales |
| ---------------------------------------------------------------------------- | --- | --- | ----- |
| Finnland                                                                     | \| 1. Spieltag \| \| 3. September 2020 um 21:45 Uhr (20:45 Uhr MESZ) in Helsinki (Olympiastadion) \| \| Schiedsrichter: Daniel Siebert ( Deutschland) \|                                                                                               | \| 1. Spieltag \| \| 3. September 2020 um 21:45 Uhr (20:45 Uhr MESZ) in Helsinki (Olympiastadion) \| \| Schiedsrichter: Daniel Siebert ( Deutschland) \|                                                                                            | Wales |
| Finnland                                                                     | Lukáš Hrádecký – Jere Uronen, Leo Väisänen, Juhani Ojala, Daniel O’Shaughnessy – Joni Kauko (71. Fredrik Jensen), Tim Sparv (76. Thomas Lam), Glen Kamara, Ilmari Niskanen (86. Pyry Soiri) – Joel Pohjanpalo, Teemu Pukki Cheftrainer: Markku Kanerva | Wayne Hennessey – Connor Roberts, Tom Lockyer, Ethan Ampadu, Ben Davies – Joe Morrell, Dylan Levitt – Gareth Bale (46. Harry Wilson), Jonny Williams (60. Neco Williams), Daniel James (90.+2' Ben Cabango) – Kieffer Moore Cheftrainer: Ryan Giggs | Wales |
| Finnland                                                                     | 0:1 Moore (80.) | | Wales |
| Finnland                                                                     | Sparv (26.), Pukki (47.), Väisänen (72.) | Morrell (36.), Roberts (69.), Wilson (86.), Moore (90.+3') | Wales |
| 1. Spieltag                                                                  | | |       |
| 3. September 2020 um 21:45 Uhr (20:45 Uhr MESZ) in Helsinki (Olympiastadion) | | |       |
| Schiedsrichter: Daniel Siebert ( Deutschland)                                | | |       |

### Wales – Bulgarien 1:0 (0:0)
| Wales                                                                             | Wales | Bulgarien | Bulgarien |
| --------------------------------------------------------------------------------- | --- | --- | --------- |
| Wales                                                                             | \| 2. Spieltag \| \| 6. September 2020 um 14:00 Uhr (15:00 Uhr MESZ) in Cardiff (Cardiff City Stadium) \| \| Schiedsrichter: Fábio Veríssimo ( Portugal) \|                                                                                            | \| 2. Spieltag \| \| 6. September 2020 um 14:00 Uhr (15:00 Uhr MESZ) in Cardiff (Cardiff City Stadium) \| \| Schiedsrichter: Fábio Veríssimo ( Portugal) \| | Bulgarien |
| Wales                                                                             | Wayne Hennessey – Connor Roberts (65. Neco Williams), Tom Lockyer, Ethan Ampadu, Ben Davies – Matthew Smith, Joe Morrell – David Brooks (76. Jonny Williams), Gareth Bale , Daniel James – Kieffer Moore (61. Hal Robson-Kanu) Cheftrainer: Ryan Giggs | Georgi Georgiew – Cicinho, Kristian Dimitrow, Anton Nedjalkow, Iwan Goranow – Janis Karabeljow, Georgi Kostadinow , Galin Iwanow (70. Spas Delew) – Birsent Karagaren, Boschidar Kraew (61. Dimitar Iliew), Todor Nedelew (82. Filip Krastew) Cheftrainer: Georgi Dermendschiew | Bulgarien |
| Wales                                                                             | 1:0 N. Williams (90.+4') | | Bulgarien |
| Wales                                                                             | Smith (61.), N. Williams (86.) | Kostadinow (43.) | Bulgarien |
| 2. Spieltag                                                                       | | |           |
| 6. September 2020 um 14:00 Uhr (15:00 Uhr MESZ) in Cardiff (Cardiff City Stadium) | | |           |
| Schiedsrichter: Fábio Veríssimo ( Portugal)                                       | | |           |

### Irland – Finnland 0:1 (0:0)
| Irland                                                                    | Irland | Finnland | Finnland |
| ------------------------------------------------------------------------- | --- | --- | -------- |
| Irland                                                                    | \| 2. Spieltag \| \| 6. September 2020 um 17:00 Uhr (18:00 Uhr MESZ) in Dublin (Aviva Stadium) \| \| Schiedsrichter: Fabio Maresca ( Italien) \| | \| 2. Spieltag \| \| 6. September 2020 um 17:00 Uhr (18:00 Uhr MESZ) in Dublin (Aviva Stadium) \| \| Schiedsrichter: Fabio Maresca ( Italien) \| | Finnland |
| Irland                                                                    | Darren Randolph – Matt Doherty, Shane Duffy , John Egan, Enda Stevens – Jayson Molumby, Harry Arter, Robbie Brady – Callum O’Dowda (59. Callum Robinson), Adam Idah (66. David McGoldrick), Aaron Connolly (77. James McClean) Cheftrainer: Stephen Kenny | Lukáš Hrádecký – Leo Väisänen, Daniel O’Shaughnessy, Juhani Ojala, Nicholas Hämäläinen (79. Jere Uronen) – Nikolai Alho, Tim Sparv , Glen Kamara, Robert Taylor – Joel Pohjanpalo (63. Fredrik Jensen), Teemu Pukki (90.+1' Rasmus Karjalainen) Cheftrainer: Markku Kanerva | Finnland |
| Irland                                                                    | 0:1 Jensen (64.) | | Finnland |
| Irland                                                                    | Molumby (66.), Arter (85.) | O’Shaughnessy (89.) | Finnland |
| 2. Spieltag                                                               | | |          |
| 6. September 2020 um 17:00 Uhr (18:00 Uhr MESZ) in Dublin (Aviva Stadium) | | |          |
| Schiedsrichter: Fabio Maresca ( Italien)                                  | | |          |

### Irland – Wales 0:0
| Irland                                                                   | Irland | Wales | Wales |
| ------------------------------------------------------------------------ | --- | --- | ----- |
| Irland                                                                   | \| 3. Spieltag \| \| 11. Oktober 2020 um 14:00 Uhr (15:00 Uhr MESZ) in Dublin (Aviva Stadium) \| \| Schiedsrichter: Anastasios Sidiropoulos ( Griechenland) \| | \| 3. Spieltag \| \| 11. Oktober 2020 um 14:00 Uhr (15:00 Uhr MESZ) in Dublin (Aviva Stadium) \| \| Schiedsrichter: Anastasios Sidiropoulos ( Griechenland) \|                                                                                  | Wales |
| Irland                                                                   | Darren Randolph – Matt Doherty, Kevin Long (25. Cyrus Christie), Shane Duffy , Enda Stevens – Jayson Molumby (89. Josh Cullen), Conor Hourihane, Jeff Hendrick – Robbie Brady (74. Daryl Horgan), Shane Long (74. Sean Maguire), James McClean Cheftrainer: Stephen Kenny | Wayne Hennessey – Connor Roberts, Joe Rodon, Ethan Ampadu, Ben Davies – Daniel James (75. David Brooks), Matthew Smith (67. Dylan Levitt), Joe Morrell, Harry Wilson (67. Neco Williams) – Aaron Ramsey – Kieffer Moore Cheftrainer: Ryan Giggs | Wales |
| Irland                                                                   | Moore (21.), Morrell (84.) | | Wales |
| Irland                                                                   | McClean (84.) | | Wales |
| 3. Spieltag                                                              | | |       |
| 11. Oktober 2020 um 14:00 Uhr (15:00 Uhr MESZ) in Dublin (Aviva Stadium) | | |       |
| Schiedsrichter: Anastasios Sidiropoulos ( Griechenland)                  | | |       |

### Finnland – Bulgarien 2:0 (0:0)
| Finnland                                                                    | Finnland | Bulgarien | Bulgarien |
| --------------------------------------------------------------------------- | --- | --- | --------- |
| Finnland                                                                    | \| 3. Spieltag \| \| 11. Oktober 2020 um 19:00 Uhr (18:00 Uhr MESZ) in Helsinki (Olympiastadion) \| \| Schiedsrichter: Erik Lambrechts ( Belgien) \| | \| 3. Spieltag \| \| 11. Oktober 2020 um 19:00 Uhr (18:00 Uhr MESZ) in Helsinki (Olympiastadion) \| \| Schiedsrichter: Erik Lambrechts ( Belgien) \| | Bulgarien |
| Finnland                                                                    | Lukáš Hrádecký – Jukka Raitala, Joona Toivio, Paulus Arajuuri, Jere Uronen – Ilmari Niskanen (87. Nikolai Alho), Tim Sparv , Glen Kamara, Robert Taylor (74. Pyry Soiri) – Teemu Pukki (87. Rasmus Karjalainen), Joel Pohjanpalo (65. Fredrik Jensen) Cheftrainer: Markku Kanerva | Martin Lukow – Strahil Popow, Wassil Boschikow , Kristian Dimitrow, Anton Nedjalkow (60. Dimitar Welkowski) – Kristijan Malinow, Aleksandar Tswetkow (75. Janis Karabeljow), Dimitar Iliew (75. Todor Nedelew) – Kiril Despodow, Ismail Isa (60. Boschidar Kraew), Georgi Jomow | Bulgarien |
| Finnland                                                                    | 1:0 Taylor (52.) 2:0 Jensen (67.) | | Bulgarien |
| 3. Spieltag                                                                 | | |           |
| 11. Oktober 2020 um 19:00 Uhr (18:00 Uhr MESZ) in Helsinki (Olympiastadion) | | |           |
| Schiedsrichter: Erik Lambrechts ( Belgien)                                  | | |           |

### Finnland – Irland 1:0 (0:0)
| Finnland                                                                    | Finnland | Irland | Irland |
| --------------------------------------------------------------------------- | --- | --- | ------ |
| Finnland                                                                    | \| 4. Spieltag \| \| 14. Oktober 2020 um 19:00 Uhr (18:00 Uhr MESZ) in Helsinki (Olympiastadion) \| \| Schiedsrichter: Lionel Tschudi ( Schweiz) \| | \| 4. Spieltag \| \| 14. Oktober 2020 um 19:00 Uhr (18:00 Uhr MESZ) in Helsinki (Olympiastadion) \| \| Schiedsrichter: Lionel Tschudi ( Schweiz) \| | Irland |
| Finnland                                                                    | Lukáš Hrádecký – Albin Granlund (86. Jukka Raitala), Joona Toivio, Paulus Arajuuri, Jere Uronen – Pyry Soiri (46. Ilmari Niskanen), Glen Kamara (75. Rasmus Schüller), Tim Sparv , Robert Taylor – Teemu Pukki (81. Joel Pohjanpalo), Fredrik Jensen (86. Joni Kauko) Cheftrainer: Markku Kanerva | Darren Randolph – Matt Doherty, Shane Duffy , Dara O’Shea, Enda Stevens – Jayson Molumby (83. Jason Knight), Conor Hourihane, Jeff Hendrick (75. Adam Idah) – Daryl Horgan (75. Ronan Curtis), Seán Maguire (53. Robbie Brady), Aaron Connolly Cheftrainer: Stephen Kenny | Irland |
| Finnland                                                                    | 1:0 Jensen (66.) | | Irland |
| Finnland                                                                    | Jensen (42.) | Connolly (80.) | Irland |
| 4. Spieltag                                                                 | | |        |
| 14. Oktober 2020 um 19:00 Uhr (18:00 Uhr MESZ) in Helsinki (Olympiastadion) | | |        |
| Schiedsrichter: Lionel Tschudi ( Schweiz)                                   | | |        |

### Bulgarien – Wales 0:1 (0:0)
| Bulgarien                                                                               | Bulgarien | Wales | Wales |
| --------------------------------------------------------------------------------------- | --- | --- | ----- |
| Bulgarien                                                                               | \| 4. Spieltag \| \| 14. Oktober 2020 um 21:45 Uhr (20:45 Uhr MESZ) in Sofia (Wassil-Lewski-Nationalstadion) \| \| Schiedsrichter: Əliyar Ağayev ( Aserbaidschan) \| | \| 4. Spieltag \| \| 14. Oktober 2020 um 21:45 Uhr (20:45 Uhr MESZ) in Sofia (Wassil-Lewski-Nationalstadion) \| \| Schiedsrichter: Əliyar Ağayev ( Aserbaidschan) \| | Wales |
| Bulgarien                                                                               | Nikolaj Michajlow – Cicinho, Georgi Tersiew, Kristian Dimitrow, Anton Nedjalkow – Kristijan Malinow (46. Aleksandar Zwetkow), Janis Karabeljow – Todor Nedelew – Kiril Despodow (84. Birsent Karagaren), Georgi Jomow – Boschidar Kraew (75. Ismail Isa) Cheftrainer: Georgi Dermendschiew | Wayne Hennessey (79. Adam Davies) – Neco Williams, Chris Mepham, Joe Rodon, Ethan Ampadu, Ben Davies – Daniel James (54. Rabbi Matondo), Rhys Norrington-Davies, Matthew Smith (72. Dylan Levitt), Harry Wilson (72. Jonny Williams) – Tyler Roberts Cheftrainer: Ryan Giggs | Wales |
| Bulgarien                                                                               | 0:1 J. Williams (85.) | | Wales |
| Bulgarien                                                                               | Cicinho (50.), Karabeljow (52.), Dimitrow (59.) | B. Davies (28.), Wilson (49.), James (50.), J. Williams (90.+3') | Wales |
| 4. Spieltag                                                                             | | |       |
| 14. Oktober 2020 um 21:45 Uhr (20:45 Uhr MESZ) in Sofia (Wassil-Lewski-Nationalstadion) | | |       |
| Schiedsrichter: Əliyar Ağayev ( Aserbaidschan)                                          | | |       |

### Bulgarien – Finnland 1:2 (0:2)
| Bulgarien                                                                               | Bulgarien | Finnland | Finnland |
| --------------------------------------------------------------------------------------- | --- | --- | -------- |
| Bulgarien                                                                               | \| 5. Spieltag \| \| 15. November 2020 um 19:00 Uhr (18:00 Uhr MEZ) in Sofia (Wassil-Lewski-Nationalstadion) \| \| Schiedsrichter: Donatas Rumšas ( Litauen) \| | \| 5. Spieltag \| \| 15. November 2020 um 19:00 Uhr (18:00 Uhr MEZ) in Sofia (Wassil-Lewski-Nationalstadion) \| \| Schiedsrichter: Donatas Rumšas ( Litauen) \| | Finnland |
| Bulgarien                                                                               | Martin Lukow – Strahil Popow, Kristian Dimitrow, Wassil Boschikow , Dimitar Welkowski – Kristijan Malinow, Janis Karabeljow (85. Aleksandar Tswetkow) – Spas Delew (78. Swetoslaw Kowatschew), Dominic Jankow (65. Dimitar Iliew), Galin Iwanow (78. Birsent Karagaren) – Boschidar Kraew Cheftrainer: Georgi Dermendschiew | Lukáš Hrádecký – Nikolai Alho, Joona Toivio, Paulus Arajuuri, Jere Uronen – Robin Lod, Glen Kamara, Tim Sparv (68. Rasmus Schüller), Robert Taylor (68. Pyry Soiri) – Teemu Pukki (89. Ilmari Niskanen), Joel Pohjanpalo (35. Marcus Forss) Cheftrainer: Markku Kanerva | Finnland |
| Bulgarien                                                                               | 1:2 Iliew (68., Handelfmeter) | 0:1 Pukki (7.) 0:2 Lod (45.+1') | Finnland |
| Bulgarien                                                                               | Iwanow (6.), Boschikow (32.), Kraew (56.), Malinow (59.), Delew (62.) | Alho (10.), Sparv (59.), Schüller (83.) | Finnland |
| Bulgarien                                                                               | Hrádecký hält Foulelfmeter von Iwanow (60.) | | Finnland |
| 5. Spieltag                                                                             | | |          |
| 15. November 2020 um 19:00 Uhr (18:00 Uhr MEZ) in Sofia (Wassil-Lewski-Nationalstadion) | | |          |
| Schiedsrichter: Donatas Rumšas ( Litauen)                                               | | |          |

### Wales – Irland 1:0 (0:0)
| Wales                                                                            | Wales | Irland | Irland |
| -------------------------------------------------------------------------------- | --- | --- | ------ |
| Wales                                                                            | \| 5. Spieltag \| \| 15. November 2020 um 17:00 Uhr (18:00 Uhr MEZ) in Cardiff (Cardiff City Stadium) \| \| Schiedsrichter: Petr Ardeleanu ( Tschechien) \|                                                                 | \| 5. Spieltag \| \| 15. November 2020 um 17:00 Uhr (18:00 Uhr MEZ) in Cardiff (Cardiff City Stadium) \| \| Schiedsrichter: Petr Ardeleanu ( Tschechien) \| | Irland |
| Wales                                                                            | Danny Ward – Ben Davies, Joe Rodon, Chris Mepham, Neco Williams – Daniel James, Joe Morrell, Ethan Ampadu, Rhys Norrington-Davies (62. Kieffer Moore) – David Brooks (88. Tyler Roberts), Gareth Bale Cheftrainer: Rob Page | Darren Randolph – Matt Doherty, Shane Duffy , Kevin Long, Dara O’Shea (81. Callum O’Dowda) – Jayson Molumby (76. Conor Hourihane), Robbie Brady (82. Jack Byrne), Daryl Horgan (59. Jason Knight) – Jeff Hendrick, Adam Idah (76. James Collins), James McClean Cheftrainer: Stephen Kenny | Irland |
| Wales                                                                            | 1:0 Brooks (67.) | | Irland |
| Wales                                                                            | Morrell (38.), Davies (50.), Moore (65.) | Molumby (38.), Knight (80.), Hendrick (81.), Duffy (84.) | Irland |
| Wales                                                                            | Hendrick (90.+4') | | Irland |
| 5. Spieltag                                                                      | | |        |
| 15. November 2020 um 17:00 Uhr (18:00 Uhr MEZ) in Cardiff (Cardiff City Stadium) | | |        |
| Schiedsrichter: Petr Ardeleanu ( Tschechien)                                     | | |        |

### Irland – Bulgarien 0:0
| Irland                                                                   | Irland | Bulgarien | Bulgarien |
| ------------------------------------------------------------------------ | --- | --- | --------- |
| Irland                                                                   | \| 6. Spieltag \| \| 18. November 2020 um 19:45 Uhr (20:45 Uhr MEZ) in Dublin (Aviva Stadium) \| \| Schiedsrichter: Lawrence Visser ( Belgien) \| | \| 6. Spieltag \| \| 18. November 2020 um 19:45 Uhr (20:45 Uhr MEZ) in Dublin (Aviva Stadium) \| \| Schiedsrichter: Lawrence Visser ( Belgien) \| | Bulgarien |
| Irland                                                                   | Darren Randolph – Dara O’Shea, Shane Duffy , Kevin Long, Ryan Manning (86. Cyrus Christie) – Jason Knight, Conor Hourihane, Robbie Brady (79. Jack Byrne) – Daryl Horgan (67. Josh Cullen), James Collins (86. Seán Maguire), Ronan Curtis (86. Troy Parrott) Cheftrainer: Stephen Kenny | Martin Lukow – Strachil Popow , Kristian Dimitrow, Georgi Angelow, Cicinho (60. Aleksandar Wassilew) – Kristijan Malinow, Aleksandar Zwetkow – Spas Delew (60. Swetoslaw Kowatschew), Dimitar Iliew (81. Denislaw Aleksandrow), Galin Iwanow (60. Birsent Karagaren) – Boschidar Kraew Cheftrainer: Georgi Dermendschiew | Bulgarien |
| Irland                                                                   | Long (11.), Manning (21.) | Cicinho (29.), Iwanow (45.) | Bulgarien |
| 6. Spieltag                                                              | | |           |
| 18. November 2020 um 19:45 Uhr (20:45 Uhr MEZ) in Dublin (Aviva Stadium) | | |           |
| Schiedsrichter: Lawrence Visser ( Belgien)                               | | |           |

### Wales – Finnland 3:1 (1:0)
| Wales                                                                            | Wales | Finnland | Finnland |
| -------------------------------------------------------------------------------- | --- | --- | -------- |
| Wales                                                                            | \| 6. Spieltag \| \| 18. November 2020 um 19:45 Uhr (20:45 Uhr MEZ) in Cardiff (Cardiff City Stadium) \| \| Schiedsrichter: Jesús Gil Manzano ( Spanien) \| | \| 6. Spieltag \| \| 18. November 2020 um 19:45 Uhr (20:45 Uhr MEZ) in Cardiff (Cardiff City Stadium) \| \| Schiedsrichter: Jesús Gil Manzano ( Spanien) \| | Finnland |
| Wales                                                                            | Danny Ward – Connor Roberts, Chris Mepham, Joe Rodon, James Lawrence (46. Kieffer Moore) – Harry Wilson (89. Tyler Roberts), Ethan Ampadu, Joe Morrell, Rhys Norrington-Davies (90.+3' Chris Gunter) – Daniel James (89. David Brooks), Gareth Bale (61. Tom Lawrence) Cheftrainer: Rob Page | Lukáš Hrádecký – Nikolai Alho, Joona Toivio, Paulus Arajuuri , Jere Uronen – Robin Lod, Glen Kamara, Daniel O’Shaughnessy (61. Nicholas Hämäläinen), Robert Taylor (61. Pyry Soiri) – Teemu Pukki (89. Marcus Forss), Rasmus Schüller (73. Onni Valakari) Cheftrainer: Markku Kanerva | Finnland |
| Wales                                                                            | 1:0 Wilson (29.) 2:0 James (46.) 3:1 Moore (84.) | 2:1 Pukki (63.) | Finnland |
| Wales                                                                            | Ampadu (76.) | | Finnland |
| Wales                                                                            | Uronen (12.) | | Finnland |
| 6. Spieltag                                                                      | | |          |
| 18. November 2020 um 19:45 Uhr (20:45 Uhr MEZ) in Cardiff (Cardiff City Stadium) | | |          |
| Schiedsrichter: Jesús Gil Manzano ( Spanien)                                     | | |          |